# Jennifer Azzi

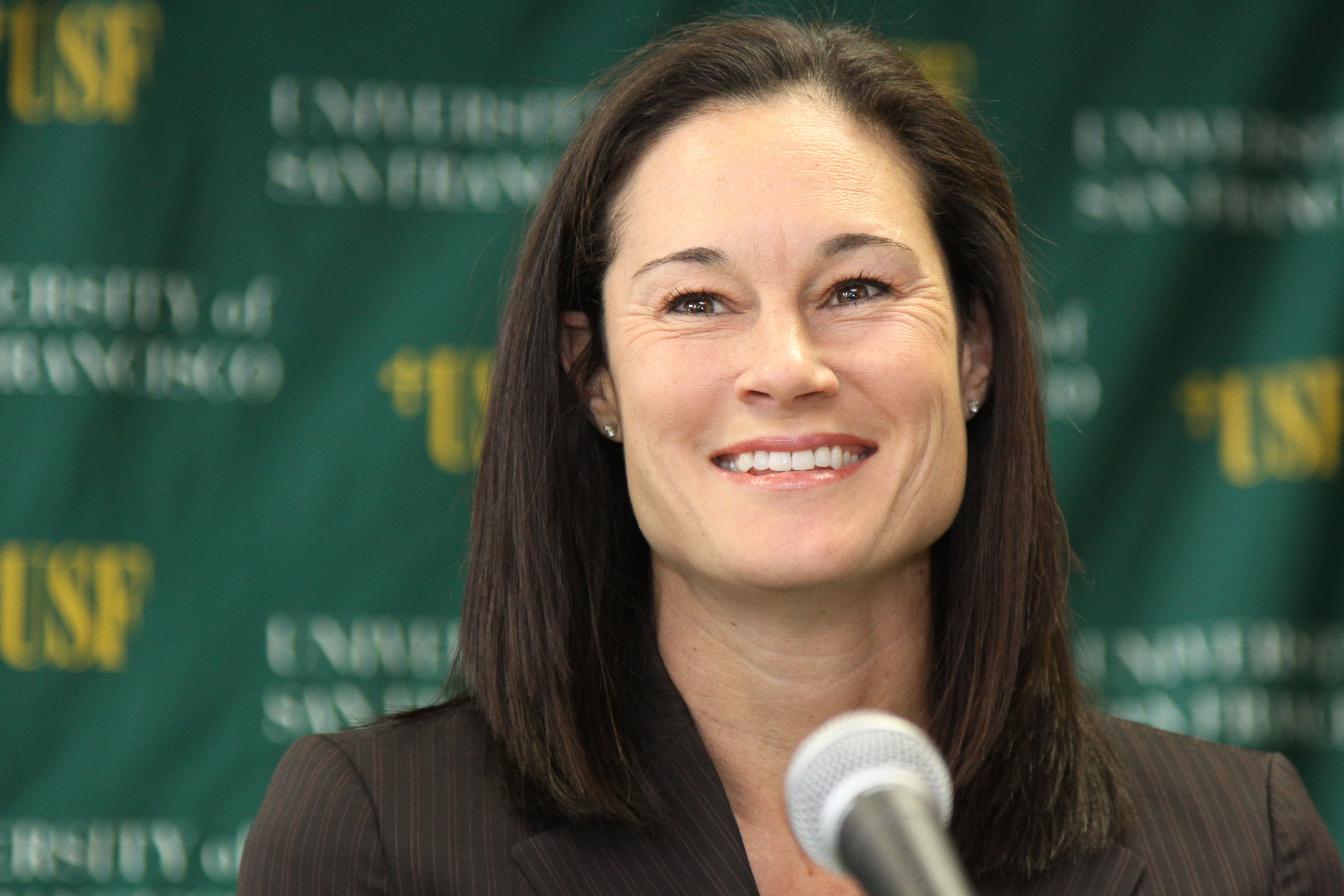

Jennifer Azzi, född den 31 augusti 1968 i Oak Ridge, Tennessee, är en amerikansk basketspelare som tog tog OS-guld 1996 i Atlanta. Detta kom att bli USA:s första OS-guld i dambasket i en lång segersvit som hållit i sig till idag. 1990 i Malaysia var hon med och tog VM-guld. Azzi har spelat i det svenska basketlaget Arvika Basket.